# Tommaso Valerio Valeri
Tommaso Valerio Valeri (Santa Fiora, 23 ottobre 1865 – Sinalunga, 20 novembre 1950) è stato un arcivescovo cattolico italiano.

## Biografia
Prese i voti il 28 aprile 1888 nell'Ordine francescano. Fu consacrato il 5 giugno 1910 dal vescovo Michele Angelo Baldetti dopo la nomina del 22 aprile 1910. Fu artefice del restauro della cattedrale di Brindisi e potenziò il seminario diocesano di Ostuni. Creò molte sedi di nuovi ordini religiosi nella città di Brindisi.
Si dimise per limiti di età e morì a Sinalunga il 20 novembre 1950.

## Genealogia episcopale
La genealogia episcopale è:
- Cardinale Scipione Rebiba
- Cardinale Giulio Antonio Santori
- Cardinale Girolamo Bernerio, O.P.
- Arcivescovo Galeazzo Sanvitale
- Cardinale Ludovico Ludovisi
- Cardinale Luigi Caetani
- Cardinale Ulderico Carpegna
- Cardinale Paluzzo Paluzzi Altieri degli Albertoni
- Papa Benedetto XIII
- Papa Benedetto XIV
- Cardinale Enrico Enriquez
- Arcivescovo Manuel Quintano Bonifaz
- Cardinale Buenaventura Córdoba Espinosa de la Cerda
- Cardinale Giuseppe Maria Doria Pamphilj
- Papa Pio VIII
- Papa Pio IX
- Cardinale Raffaele Monaco La Valletta
- Arcivescovo Dario Mattei Gentili
- Vescovo Michele Angelo Baldetti
- Arcivescovo Tommaso Valeri